# Dmytro Kozacki
Dmytro Kozacki (ukr. Дмитро Олександрович Козацький, ps. „Orest”; ur. 11 listopada 1995 w Maline) – ukraiński fotograf, wojskowy, starszy żołnierz, bojownik Pułku „Azow” Gwardii Narodowej Ukrainy.
W 2022 roku znalazł się w rankingu „30 under 30: Faces of the Future” magazynu „Forbes”. Jego zdjęcie Light will win stało się jednym z najlepszych w 2022 roku wersji gazety „The Guardian” i zostało wybrane na listę „100 najlepszych zdjęć 2022 roku” według magazynu „Time”.

## Biografia
W 2014 roku porzucił studia na Wyższej Szkole Informatyki i Zarządzania w Rzeszowie, aby wziąć udział w rewolucji godności. Jest studentem Akademii Ostrogskiej.
W 2015 roku wstąpił w szeregi Gwardii Narodowej Ukrainy, a później został przeniesiony do pułku „Azow”.

### Rosyjska inwazja na Ukrainę(2022)
Od 2015 roku obrońca miasta Mariupol w obwodzie donieckim. Od 1 marca 2022 wraz z innymi towarzyszami brał udział w obronie zakładów „Azowstal”.
Był szefem służby prasowej pułku „Azow”. Zdjęcia jego autorstwa ze szpitala polowego na terenie zakładu zostały rozpowszechnione na całym świecie. Jedno ze zdjęć, na którym żołnierz znajduje się pod promieniami majowego słońca wpadającego do wnętrza zniszczonego kombinatu, nosiło tytuł Light will win.
Przy dźwiękach wybuchów zaśpiewał piosenkę Stefania zespołu Kalush Orchestra, która przyniosła Ukrainie zwycięstwo podczas Eurowizji 2022.
20 maja 2022 roku, zanim dostał się do niewoli, opublikował pożegnalny post na Twitterze, w którym pozostawił również link do Dysku Google ze zdjęciami jego autorstwa. Tego samego dnia wiceprzewodnicząca ukraińskiego parlamentu Ołena Kondratiuk ogłosiła, że Rada Najwyższa Ukrainy prześle zdjęcia Dmytra Kozackiego do wszystkich parlamentów w Europie i na świecie, które są po stronie Ukrainy. Również stowarzyszenie filmowe „Bávilon'13” opublikowało wideo „Twierdza Mariupol”. Ostatni dzień w Azowstalu”, nakręcony przez Dmytra.

## Nagrody
- Medal „Za wojskową służbę Ukrainie” (2022)[12]
- złoty medal międzynarodowego konkursu fotoreporterów „Live press FOTO” (2022)[13]
- nagroda specjalna „Grand Press Photo 2022”[14]